# Барон Стаффорд
Барон Стаффорд (англ. Baron Stafford) — английский дворянский титул, известный с XIV века. Его носители были пэрами Англии и заседали в Палате лордов английского парламента.

## История титула
Впервые титул барона Стаффорда был создан в 1299 году для Эдмунда де Стаффорда.

## Список баронов Стаффорд

### Бароны Стаффорд, первая креация (1299)
- 1299—1308: Эдмунд де Стаффорд (15 июля 1273 — 12 августа 1308), 1-й барон Стаффорд с 1299
- 1308—1372: Ральф (24 сентября 1301 — 31 августа 1372), 2-й барон Стаффорд с 1308, 1-й граф Стаффорд с 1351, сын предыдущего
- 1372—1386: Хьюго де Стаффорд (ок. 1334 — 16 октября 1386), 3-й барон Стаффорд и 2-й граф Стаффорд с 1372, 3-й барон Одли с ок. 1358, сын предыдущего
- 1386—1392: Томас Стаффорд (ок. 1368 — 4 июля 1392), 4-й барон Стаффорд, 4-й барон Одли и 3-й граф Стаффорд с 1386, сын предыдущего
- 1392—1395: Уильям Стаффорд (21 сентября 1375 — 6 апреля 1395), 5-й барон Стаффорд, 5-й барон Одли и 4-й граф Стаффорд с 1392, брат предыдущего
- 1395—1403: Эдмунд Стаффорд (2 марта 1377 — 21 июля 1403), 6-й барон Стаффорд, 6-й барон Одли и 5-й граф Стаффорд с 1395, лорд-верховный констебль Англии с 1399, брат предыдущего
- 1403—1460: Хамфри Стаффорд (15 августа 1402 — 10 июля 1460), 7-й барон Стаффорд, 7-й барон Одли и 6-й граф Стаффорд с 1403, 1-й граф Бекингем с 1438, 1-й герцог Бекингем с 1444, граф Перш с 1431, лорд-верховный констебль Англии, сын предыдущего
- 1460—1483: Генри Стаффорд (4 сентября 1455 — 2 ноября 1483), 8-й барон Стаффорд, 8-й барон Одли, 7-й граф Стаффорд, 2-й граф Бекингем и 2-й герцог Бекингем с 1460, внук предыдущего. В 1483 году все титулы были конфискованы
- 1485—1521: Эдвард Стаффорд (3 февраля 1478—1521), 9-й барон Стаффорд, 9-й барон Одли, 8-й граф Стаффорд, 3-й граф Бекингем и 3-й герцог Бекингем с 1485, сын предыдущего.

В 1521 году все титулы были конфискованы.

### Бароны Стаффорд из Клифтона, вторая креация (1371)
Титул барона Стаффорда из Клифтона был создан в 1371 году преобразованием титула барона Клифтона, который унаследовал посредством брака сэр Ричард Стаффорд, второй сын Эдмунда де Стаффорда, 1-го барона Стаффорда. Ричард упоминается как барон в 1362 году.
- 1371—1381: Ричард де Стаффорд (ум. 1381), 1-й барон Стаффорд из Клифтона с 1371, сэра Ричарда Стаффорда
- 1381—1419: Эдмунд де Стаффорд (1344 — 3 сентября 1419), 2-й барон Стаффорд из Клифтона с 1381, епископ Эксетера с 1395, сын предыдущего
- 1419—1425: Томас Стаффорд (ум. 1425), 3-й барон Стаффорд из Клифтона с 1419, брат предыдущего
- 1425—1445: Томас Стаффорд (ум. 1445), 4-й барон Стаффорд из Клифтона с 1425, сын предыдущего

Томас Стаффорд умер бездетным и титул исчез. Позже на него претендовали потомки сестры Томаса.

### Бароны Стаффорд, третья креация (1411)
- 1411—1420: Хьюго Стаффорд (ум. 1420), 1-й барон Стаффорд с 1411

### Бароны Стаффорд, четвёртая креация (1547)
- 1547—1563: Генри Стаффорд (8 сентября 1501 — 30 апреля 1563), 1-й барон Стаффорд с 1547, сын Эдварда Стаффорда, 3-го герцога Бекингема
- 1563—1566: Генри Стаффорд (до 1527 — 1 января 1565), 2-й барон Стаффорд с 1563, сын предыдущего
- 1566—1603: Эдуард Стаффорд (7 января 1535 — 18 октября 1603), 3-й барон Стаффорд с 1566, брат предыдущего
- 1603—1625: Эдуард Стаффорд (1572 — 16 сентября 1625), 4-й барон Стаффорд с 1603, сын предыдущего
- 1625—1637: Генри Стаффорд (24 сентября 1621 — 4 августа 1637), 5-й барон Стаффорд с 1625, внук предыдущего
- 1637: Роджер Стаффорд (1572—1640), 6-й барон Стаффорд в 1637, внук Генри Стаффорда, 1-го барона Стаффорда

После смерти в 1637 году Генри Стаффорда, 5-го барона Стаффорда, его родственник Роджер Стаффорд предъявил права на титул, но ему было отказано по причине бедности. Роджер был вынужден в 1637 году продать свои претензии на титул. Он умер в 1640 году, с ним угас род Стаффордов. Позже титул был восстановлен для Уильяма Говарда, мужа сестры Генри Стаффорда, 5-го барона Стаффорда.

### Бароны Стаффорд, пятая креация (1640)
Титул создан 12 сентября 1640 года. В декабре того же года был создан ещё титул виконта Стаффорда.
- 1640—1680: Уильям Говард (30 ноября 1614 — 29 декабря 1680), 1-й барон Стаффорд с 1640, 1-й виконт Стаффорд с 1640, сын Томаса Говарда, 21-го графа Арундела, муж Мэри Стаффорд, сестры Генри Стаффорда, 5-го барона Стаффорда

В 1680 году Уильям был казнён, а его титулы конфискованы.

### Графы Стаффорд (1688)
5 октября 1688 года король Яков II присвоил Мэри Стаффорд и её сыну Генри титул графини и графа Стаффорд. Титул барона Стаффорда был возвращён в род только в 1824 году.
- 1688—1694: Мэри Стаффорд (1619—1694), баронесса Стаффорд 1640—1680, графиня Стаффорд с 1688
- 1688—1719: Генри Стаффорд-Говард (1648 — 27 апреля 1719), 1-й граф Стаффорд с 1688, де-юре барон Стаффорд, сын предыдущей
- 1719—1733: Уильям Стаффорд-Говард (1690—1733), 2-й граф Стаффорд с 1719, де-юре барон Стаффорд, племянник предыдущего
- 1733—1751: Уильям Мэтью Стаффорд-Говард (24 февраля 1718/1719 — 28 февраля 1751), 3-й граф Стаффорд с 1733, де-юре барон Стаффорд, сын предыдущего
- 1751—1762: Джон Пол Стаффорд-Говард (26 июня 1700 — 1 апреля 1762), 4-й граф Стаффорд с 1751, де-юре барон Стаффорд, сын Уильяма Стаффорда-Говарда, 2-го графа Стаффорда
- Анастасия Стаффорд-Говард (21 ноября 1722 — 27 апреля 1807), монахиня, де-юре баронесса Стаффорд, дочь Уильяма Стаффорда-Говарда, 2-го графа Стаффорда

После смерти Джона Пола титул исчез.

### Бароны Стаффорд, пятая креация (1640), восстановление
В 1824 году был восстановлен титул барона Стаффорда.
- 1824—1851: Джордж Уильям Стаффорд-Джернингем (27 апреля 1771 — 4 октября 1851), 7-й баронет Джернингем из Коссей с 1809, 8-й барон Стаффорд с 1824, правнук Мэри Стаффорд-Говард, сестры Уильяма Стаффорда-Говарда, 2-го графа Стаффорда
- 1851—1884: Генри Валентайн Стаффорд-Джернингем (2 января 1802 — 30 ноября 1884), 8-й баронет Джернингем из Коссей и 9-й барон Стаффорд с 1851, сын предыдущего
- 1884—1892: Август Фредерик Фицгерберт Стаффорд-Джернингем (28 июня 1830 — 16 февраля 1892), 9-й баронет Джернингем из Коссей и 10-й барон Стаффорд с 1884, племянник предыдущего
- 1892—1913: Фицгерберт Эдвард Стаффорд-Джернингем (17 июля 1833 — 12 июня 1913), 10-й баронет Джернингем из Коссей и 11-й барон Стаффорд с 1893, брат предыдущего
- 1913—1932: Френсис Эдвард Фицгерберт (28 августа 1859 — 18 сентября 1932), 12-й барон Стаффорд с 1913, племянник предыдущего
- 1932—1941: Эдвард Стаффорд Фицгерберт (17 апреля 1864 — 28 сентября 1941), 13-й барон Стаффорд с 1932, адмирал, брат предыдущего
- 1941—1986: Базиль Френсис Николас Фицгерберт (7 апреля 1926—1986), 14-й барон Стаффорд с 1941, сын предыдущего
- с 1986: Френсис Мелфор Уильям Фицгерберт (род. 13 марта 1954), 14-й барон Стаффорд с 1986 года, сын предыдущего. Его наследником является его сын, достопочтенный Бенджамин Джон Бэйзил Фицгерберт (род. 1983).